# Polyurie
La polyurie est un symptôme ou une maladie caractérisée par des urines abondantes, fréquemment rencontrée dans le cas du diabète insipide et du diabète sucré.
On parle généralement de polyurie quand le débit urinaire est supérieur ou égal à 3 litres par jour chez l'adulte, alors que chez un individu sain, la diurèse est comprise entre 0,8 et 1,5 litre.
L'adjectif en rapport est « polyurique ».

## Causes
Parmi les causes expliquant l'apparition de la polyurie, on reconnaîtra :
- le diabète sucré qui reste la cause principale[1] et à rechercher en première intention.
- l'absorption de substances diurétiques : médicaments diurétiques, lithium[2], caféine, etc.
- une consommation importante de fluide (en particulier, de l'eau), appelée aussi polydipsie, qui peut être cause comme conséquence de la polyurie. Une polydipsie primitive (cause de la polyurie) n'est pas rare chez le patient psychiatrique[3].
- un faible taux de potassium dans le sang (hypokaliémie) ;
- une élévation excessive du taux de calcium dans le sang (hypercalcémie) ;
- Le diabète insipide est exceptionnel.

## Symptômes
La polyurie se caractérise par une sécrétion excessive d'urine (ou diurèse), supérieure à 3 litres par jour. Elle peut s'accompagner d'une polydipsie (absorption orale de liquide de plus de 3 l/24h dans un contexte normal).
Elle peut être surtout présente à certains moments de la journée (par exemple une polyurie nocturne). Par extension, on parle de polyurie toute augmentation transitoire de la quantité d'urines émise (par exemple après une crise de maladie de Bouveret).
L'examen clinique peut révéler aussi bien des signes de déshydratations (par exemple lors de la polyurie sur diabète) que d'hyperhydratation (polyurie d'un patient en insuffisance cardiaque sous diurétiques).
Un examen neurologique est fait systématiquement, avec recherche d'une anomalie du champ visuel, à la recherche d'une rare tumeur de l'hypophyse responsable d'un diabète insipide.

## Examens complémentaires
Ils sont faits dans la recherche d'une cause mais également des conséquences du syndrome polyurique.
En première intention doit être fait un ionogramme sanguin à la recherche d'une complication, ainsi que le dosage de la glycémie à jeun (recherche d'un diabète sucré) et de la calcémie.
Une mesure de l'osmolarité du sang et des urines peut donner une piste sur une cause.

## Diagnostic différentiel
Les mictions peuvent être particulièrement fréquentes sans que la quantité totale des urines soit augmentée (pollakiurie), notamment en cas de difficultés à la miction (dysurie) ou lors d'une infection urinaire.